# Mannenharten 2
Mannenharten 2 is een Nederlandse romantische komedie uit 2015 onder regie van Mark de Cloe. Het is een vervolg op de film Mannenharten uit 2013.

## Verhaal
Nadat Susanne het uitgemaakt heeft, gaat Niels (Fabian Jansen) op een datecursus. Hij leert assertief te zijn, maar gaat daar wel erg ver in. Zijn smakeloze openingszinnen hebben weinig effect, behalve bij Inge (Annick Boer), de dominante bewaakster van het hostel waar hij werkt. Na een heftige vrijage, stalkt zij hem en Niels bedenkt allerlei smoezen haar op afstand te houden. Ondertussen heeft hij niet door dat banketbakster Maaike (Barbara Sloesen) een oogje op hem heeft. 
Tim (Daan Schuurmans) komt na een wereldreis zijn oude liefde Maria (Liliana de Vries) weer tegen, maar komt er al gauw achter dat het leeftijdverschil te groot is en verbreekt de relatie. Hij wordt opnieuw verliefd op zijn ex Laura (Hadewych Minis), maar wil zij hem nog wel terug? 
Nicole (Katja Herbers) beleeft haar doorbraak als kinderboekenschrijfster en bouwt een goede band op met haar uitgever, tot frustratie van Wouter (Jeroen Spitzenberger), die veel van de zorg van hun pasgeboren baby op zich neemt. Hij stort zich nog een keer in het studentenleven, omdat hij weer even jong wil zijn. 
Dennis (Barry Atsma) zoekt zijn oude liefde Melanie weer op. Zij is inmiddels getrouwd en heeft twee kinderen, maar hij vindt bij haar wel een luisterend oor en zij zet hem aan het denken. Op een dag loopt hij bij zijn platenmaatschappij een zangeres (Maartje van de Wetering) tegen het lijf, waar hij graag mee wil samenwerken. Ze laat hem echter met mate toe. Hij wordt hier gek van, maar beseft dat dit precies is hoe hij ook altijd met vrouwen omgaat.
Tot slot is er fietskoerier Younes (Mingus Dagelet), die al fietsend op zoek is naar een meisje (Bo Maerten) die hij ooit één keer tegen het lijf liep. Hij is er heilig van overtuigd dat ware liefde bestaat en dat het voorbestemd is dat hij haar weer zal vinden.

## Rolverdeling
| Acteur                  | Personage  |
| ----------------------- | ---------- |
| Daan Schuurmans         | Tim        |
| Jeroen Spitzenberger    | Wouter     |
| Fabian Jansen           | Niels      |
| Barry Atsma             | Dennis     |
| Mingus Dagelet          | Younes     |
| Liliana de Vries        | Maria      |
| Hadewych Minis          | Laura      |
| Katja Herbers           | Nicole     |
| Barbara Sloesen         | Maaike     |
| Maartje van de Wetering | Remy       |
| Bo Maerten              | Belle      |
| Jelka van Houten        | Melanie    |
| Zoé van Weert           | Backpacker |